# Shaguma

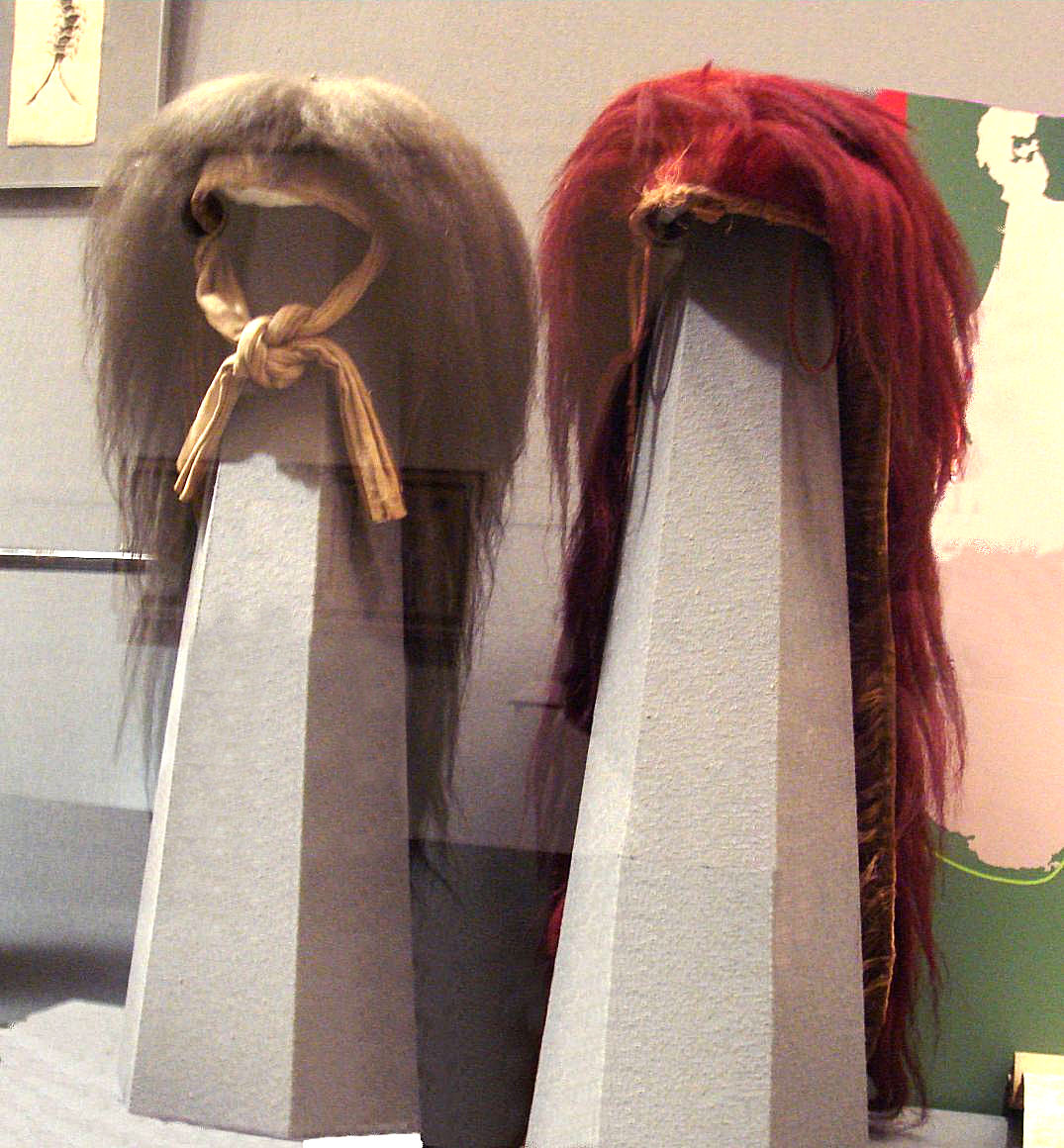
Tocados Haguma (izquierda) y shaguma (derecha)

Shaguma (Bear 熊 "Oso Rojo"). Era un tipo de sombrero que usaban los oficiales de las tropas del Ejército Imperial Japonés en la Guerra Boshin (1868–69). El arnés era bastante peculiar, ya que era una especie de peluca compuesta por una larga y crin teñida de caballo y sujeta por una barbilla.
Las pelucas del "Oso Rojo" (赤 熊, Shaguma) indican a los oficiales de Tosa, los oficiales de las pelucas del "oso blanco" (白熊, Haguma) de Chōshū, y los oficiales de las pelucas del "Oso Negro" (黒 熊, Koguma) de Satsuma. Sin embargo, se sabía que el cuerpo de élite Jinshotai de Tosa también había usado el Shaguma.
Hoy en día, los tocados similares al histórico Shaguma también se usan durante procesiones como el Festival de Gion. En ocasiones, se cree que estos sombreros están inspirados en el "pelo rojo" de los holandeses que aterrizaron en Nagasaki durante el tiempo de Sakoku

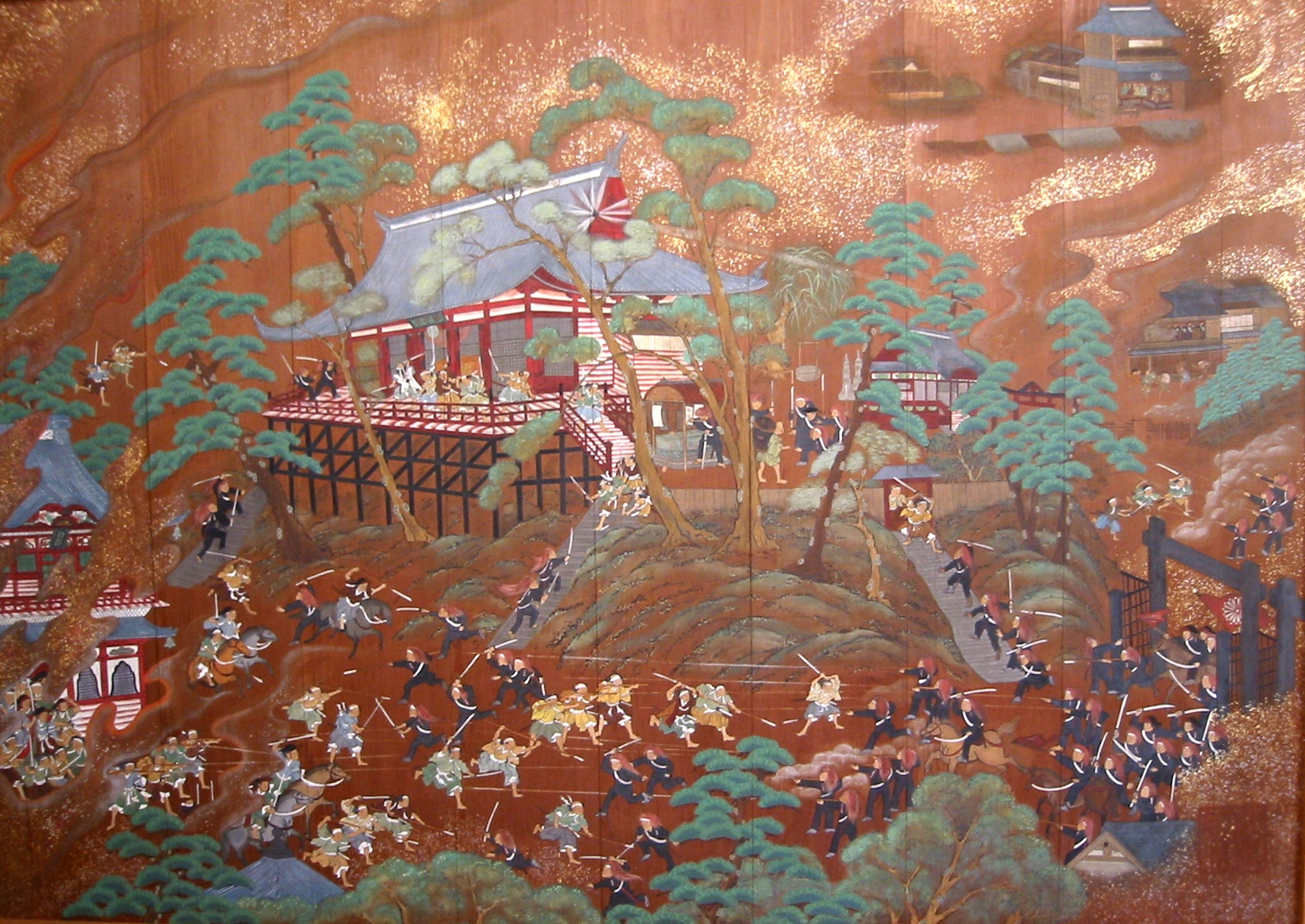
Tropas de Shaguma en la batalla de Ueno en el templo de Ueno (Tokio).